# Villa Luisa (Alcamo)
Villa Luisa è un palazzo nobiliare che si trova nel centro storico di Alcamo, nella provincia di Trapani.

## Storia
Questa villa in stile Liberty, che ha preso il nome della moglie del proprietario, Stefano Chiarelli Peria, fu costruita probabilmente nel 1903; è ubicata nel centro di Alcamo.
Non si conosce il nome dell’architetto che l’ha progettata, ma somiglia molto alla Villa Paino di Palermo, di proprietà pure della famiglia Chiarelli  Rossotti, e il cui progetto è attribuito all’ingegnere Francesco Naselli della scuola di Ernesto Basile.
La villa è stata utilizzata come sala da ballo e per ricevimenti nuziali negli anni settanta, poi come scuola materna negli anni ottanta. Oggi, dopo la ristrutturazione fatta nel 1980, è diventata una abitazione civile, con alberi di vario tipo al suo interno e fiori multicolori.

### Descrizione
La villa ha un fine stile Liberty tendente al moresco;  è ad un solo piano rialzato ed è larga circa 350 metri quadri, con all’interno un giardino arricchito da fontane e sedili.
Sul prospetto principale (sul quale tuttora domina lo stemma del proprietario e le sue iniziali) c’è una grande balconata, con una balaustra in marmo, con degli intagli a forma di croce greca, e cinque artistiche aperture. 
All’interno ci sono 14 stanze, al centro di esse il salone delle feste, largo circa 110 metri quadrati.
A seguito della ristrutturazione nel 1980,  fatta su progetto degli architetti Valeria De Folly, Dannis e Carlo Bruschi, questa sala è ora diventato uno spazio più funzionale come un angolo ricco di piante diverse, illuminato da un grande lucernario e un grosso lampadario bianco in vetro di Murano del 1943.
L’arredamento ha mantenuto i mobili di famiglia del primo '900; sono presenti anche due caminetti realizzati in marmo grigio, uno nel salone e un secondo nella camera da letto principale. Quello nel salone presenta dei disegni geometrici, con lo stemma dei baroni Rossotti Chiarelli, sovrastato da una corona baronale. 
Il secondo camino presenta alcune decorazioni floreali, con lo stemma della famiglia posto al centro di esso.